# L'Égoïste romantique
L'Égoïste romantique est un roman de Frédéric Beigbeder paru aux éditions Grasset en 2005. 

## Résumé
Frédéric Beigbeder nous conte une histoire qui débute en l'an 2000, l'histoire d'Oscar Dufresne, un homme de 34 ans qui est un écrivain qu'on pourrait qualifier d'imaginaire. Il est présenté, comme beaucoup de personnages de Beigbeder, comme un type égoïste, lâche et cynique, un peu obsédé sexuel également, assez dans la norme moyenne selon l'auteur. 